# Echinocereus apachensis
Echinocereus apachensis là một loài thực vật có hoa trong họ Cactaceae. Loài này được W.Blum & Rutow mô tả khoa học đầu tiên năm 1998.